# Gertrude Vanderbilt Whitney
Gertrude Vanderbilt Whitney (Nova York, 9 de janeiro de 1875 — Nova York, 18 de abril de 1942) foi uma escultora, patrona americana de arte e fundadora, em 1931, do Whitney Museum of American Art, em Nova York. Ela era uma figura social proeminente, que nasceu na família Vanderbilt e casou-se com a família Whitney.
Gertrude Vanderbilt era uma bisneta do Comodoro Cornelius Vanderbilt, dono de uma das grandes fortunas da América. Desde seus primeiros anos ela se interessou por arte, e depois de seu casamento em 25 de agosto de 1896 com Harry Payne Whitney, começou a praticar a escultura, estudando em Nova York, no Art Students League of New York e Paris, estabelecendo seu próprio estúdio em Greenwich Village, em 1907.
Enquanto trabalhava como escultora, Gertrude conheceu a maioria dos artistas da Ashcan School de Nova York. Ela adquiriu um edifício, e mais tarde abriu a Whitney Studio (que se tornou o Whitney Estúdio Club) como uma galeria e ponto de encontro. Em 1929, Gertrude ofereceu-se para dar os cerca de 600 obras que possuía, para o Metropolitan Museum of Art, mas teve sua doação dispensada. Dessa forma estas obras tornaram-se a base do Whitney Museum of American Art. Sua coleção se baseava principalmente em artistas americanos, cujo trabalho tinha sido desprezado pelos críticos e acadêmicos da época.
Em 1934, ficou famosa a disputa judicial pela guarda de sua sobrinha, Gloria Laura Vanderbilt. Na época da batalha de custódia Gloria tinha apenas dez anos de idade. Seu pai faleceu em 1925 e sua mãe, Gloria Mercedes Morgan [1904-1965], foi considerada inapta para ser sua mãe e tutora, assim perdendo a guarda de Gloria para Gertrude. Mas o litígio continuou por muitos anos até que finalmente Gloria ficou velho o suficiente para decidir seu próprio destino.
Gertrude morreu, aos 67 anos, em 18 de abril de 1942, pós lutar contra uma longa doença, de causa bacteriana, e deixou o museu para sua filha mais velha, Flora Whitney de Miller-Biddle.